# 雾开河
雾开河，位于中华人民共和国吉林省中部，是饮马河左岸支流。河名源自满语（满文：ᠣᠣᡥᠠ，转写：ooha），含义为“鲫鱼”，意为“有鲫鱼的河”。发源于长春市二道区泉眼镇红石村后砬子东沟，向西流经泉眼镇，过英俊镇香水村的雾开河湿地公园后转北流，经卡伦湖水库、卡伦湖镇，继续北流构成九台区与宽城区、德惠市的界河，过德惠市布海镇刘家村苑家店以东后进入德惠市境，东北流至德惠市区东南建设街道王家窝堡屯以北汇入饮马河。全长132公里，河道平均比降0.5‰，流域面积1198平方公里。年均径流量0.55亿立方米。雾开河流域在卡伦湖镇以上为丘陵区，以下为微波状洪积台地和平原，两岸土地已大部分垦殖。该河河道弯曲，河槽宽约30米左右，河底为淤泥，洪水期常漫溢成灾。